# بريمية سانتاروزية
بريمية سانتاروزية (الاسم العلمي:Leptospira santarosai) هي نوع من البكتيريا تتبع جنس البريمية من فصيلة نظيرات البريمية.